# La bestia umana
La bestia umana (titolo originale La Bête humaine) è un romanzo di Émile Zola, diciassettesimo del ciclo de I Rougon-Macquart. Scritto fra il 1889 e il 1890, apparve a puntate sul bisettimanale «La Vie populaire», dal 14 novembre al 2 marzo 1890; il 4 marzo fu pubblicato il libro per l'editore Charpentier.
È il risultato della fusione tra un romanzo sulla giustizia e un romanzo sul mondo ferroviario, cosa che non era nelle intenzioni iniziali dell'autore.

## Tema
La storia evoca il mondo ferroviario e si svolge lungo la linea Parigi-Saint-Lazare–Le Havre. Al momento della stesura del romanzo, la casa di Émile Zola si trovava a Médan, che domina la linea ferroviaria. Tra le due stazioni, descritte con grande precisione, gli eroi continuano a oscillare, in un viaggio a pendolo, giocattoli delle passioni che li dominano. Grandi drammi si svolgeranno a metà percorso, al crocevia dei destini, in un tunnel, e al bivio (luogo immaginario dal suono negativo) di Croix-de-Maufras.
Questa storia ha due eroi: da un lato, il meccanico Jacques Lantier e, dall'altro, la sua locomotiva, la Lison, che Lantier ama più di una donna.
Oltre all'aspetto documentaristico, La bestia umana è un romanzo noir, una sorta di thriller ottocentesco che sconvolse i contemporanei di Zola. Si contano nientemeno che due stupri, diversi omicidi, due suicidi noti al lettore e due disastri, molti dei quali ispirati a fatti di cronaca realmente accaduti. Si è anche sostenuto che questa valanga oscura e terribile, degna del Grand Guignol, abbia danneggiato Zola nella sua eventuale elezione all'Accademia di Francia.
È anche un romanzo sull'eredità, come tutto il ciclo Rougon-Macquart, con Jacques affetto da una follia omicida che Zola collega all'alcolismo dei Macquart. È infatti figlio di Gervaise Macquart e Auguste Lantier (vedi L'Assommoir). Fin dall'infanzia, ha sperimentato un dolore che gli attraversa il cranio. Questi dolori proseguono durante tutta la pubertà, accompagnati da pulsioni omicide dalle quali non potrà mai veramente sfuggire: il desiderio fisico per una donna si accompagna a un bisogno irresistibile di ucciderla. Sul punto di possedere sua cugina Flore, preferisce fuggire, perché si preparava ad ucciderla. Più tardi, riesce tuttavia a diventare l'amante di Séverine Roubaud e si crede guarito. Ma un giorno, la bestia si impossessa di lui e lui finisce per uccidere la sua amante.
Il romanzo pullula di trame e personaggi secondari, che si intrecciano, si dilaniano a vicenda. Zola nega di utilizzare le ricette dei serialisti del suo tempo, ai quali era contrario. Nella trasposizione cinematografica che verrà realizzata da Renoir, la trama sarà molto rifinita, o addirittura riscritta parzialmente.
Infine, è un romanzo sul periodo di decadenza molto caratteristico della fine del Secondo Impero, esito desiderato del ciclo Rougon-Macquart.

## Trama
Dopo un alterco col sottoprefetto, il trentanovenne Roubaud, sottocapo stazione di Le Havre per la Compagnia dell'Ovest, si salva da un ignominioso trasferimento grazie all'intercessione del presidente Grandmorin, membro del consiglio di amministrazione della Compagnia. Questi, infatti, è legato sentimentalmente a Séverine Aubry, la venticinquenne moglie di Roubaud, orfana dai tredici anni, che ha cresciuto assieme alla sorella nel Castello di Doinville, vicino a Rouen. Mentre pranza con lei a Parigi, in attesa di tornare la sera a Le Havre, Roubaud scopre che la consorte ha avuto sin dall'adolescenza rapporti sessuali col presidente, continuati pure dopo il matrimonio. Folle di rabbia, l'uomo prima picchia selvaggiamente la moglie, poi decide di uccidere Grandmorin.
Nel frattempo, Jacques Lantier, macchinista ventiseienne del direttissimo Parigi-Le Havre, beneficiando di un giorno di riposo per un guasto occorso alla sua locomotiva (la Lison), si reca alla Croix-de-Maufras, nell'aperta campagna tra Rouen e Barentin. Qui, nella casa del cantoniere situata sull'orlo della ferrovia, abita sua zia Phasie, la quale si è occupata di lui quando i genitori lo hanno abbandonato durante l'infanzia. La donna, rimasta vedova, si è risposata dieci anni prima con il cantoniere Misard. Ammalata, si dice convinta che il coniuge la stia avvelenando per impossessarsi dei mille franchi che il padre le ha lasciato in eredità l'anno precedente.
Jacques ha modo di incontrare anche Flore, figlia maggiore di Phasie e del primo marito, ragazza solitaria, selvaggia e forzuta, addetta alla vigilanza del passaggio a livello. Quando la trova nel giardino della casa abbandonata situata nelle vicinanze, la giovane, che ha sempre sdegnato le attenzioni maschili e prova per il solo Jacques una segreta attrazione, vuole concederglisi, ma l'uomo fugge, colpito dal riaffiorare di un male che lo ha tormentato nell'adolescenza, il bisogno di uccidere una donna. Sconvolto, vaga nella notte vicino ai binari quando scorge, in uno scompartimento del direttissimo per Le Havre, un uomo ucciderne un altro. Poco dopo viene rinvenuto il cadavere di Grandmorin.
Benché il segretario generale Camy-Lamotte scopra come sono andate le cose, la pratica viene archiviata per la paura di suscitare uno scandalo. Il clamore dei giornali di opposizione, indignati per le dissolutezze attribuite a Grandmorin, e l'imminenza del plebiscito inducono l'Impero alla prudenza e anche il cavapietre Cabuche, sospettato dell'omicidio (aveva minacciato di uccidere il presidente perché Louisette, figlia minore di Phasie e sua intima amica, era morta da lui, in conseguenza delle violenze sessuali di Grandmorin), viene rilasciato dopo una breve detenzione.
Tra i Roubaud, scampato il pericolo, torna la tranquillità, ma la vita del marito procede ora progressivamente verso l'autodistruzione. Il ricordo del delitto, la presenza, in casa, dell'orologio e dei soldi appartenuti alla vittima fanno sì che l'angoscia domini sempre più nel focolare domestico. L'uomo comincia a perdere grosse somme al gioco, divenuto la sua unica passione, Séverine è invece sempre più attratta da Jacques, il quale, pur avendo compreso che i Roubaud sono colpevoli, non ha testimoniato a loro sfavore davanti al giudice istruttore Denizet. Jacques, dal canto suo, è rimasto attratto da Séverine sin dal momento in cui l'ha conosciuta a Le Havre, il giorno dopo l'omicidio. Così, tra loro comincia un'appassionata relazione clandestina. Per la donna è il primo vero amore, privo delle violenze di Grandmorin o della brutalità di Roubaud, mentre Jacques, fino a quel momento a proprio agio solo sulla Lison, amata come una moglie, riesce finalmente a concedersi a una donna, e nei primi tempi sembra guarito dal suo male.
Il loro amore è sempre più appassionato, gli incontri sempre più frequenti, e lo stesso Roubaud, pur essendone a conoscenza, se ne disinteressa. Séverine accompagna ogni venerdì a Parigi Jacques, alla guida della Lison. Una sera devono pernottare nella capitale per un ritardo causato da una tempesta di neve (che costringe i passeggeri a riscaldarsi qualche ora nella casa di Misard, dove Flore trova conferma della già sospettata relazione tra Jacques e Séverine). Durante la notte, nella stessa casa in cui Roubaud l'aveva selvaggiamente picchiata, Séverine racconta in quale modo il marito aveva ucciso Grandmorin, mentre lei teneva il presidente fermo a terra. Jacques viene travolto dalle pulsioni omicide; per non uccidere l'amata, addormentata, esce in strada con l'intenzione di sgozzare la prima donna che incontra, ma infine sviene.
Gli amanti si decidono a liberarsi dell'ingombrante Roubaud per fuggire in America ma, proprio al momento propizio, Jacques non trova il coraggio di affondare il coltello. Successivamente Flore fa deragliare il direttissimo del venerdì (la notte prima Phasie è morta avvelenata, ma Misard cerca il gruzzolo invano) causando 15 morti, non uccidendo però nessuno dei due amanti; si suicida allora lanciandosi contro un treno. Jacques, ferito, viene accudito alcuni giorni da Séverine nella sua casa della Croix-de-Maufras. I due attirano una sera Roubaud con un pretesto per ucciderlo, ma Jacques pugnala la donna a morte prima del suo arrivo. Roubaud, giunto con Misard, trova Cabuche vicino alla vittima.
Tre mesi più tardi Cabuche e Roubaud vengono condannati ai lavori forzati a vita, riconosciuti rispettivamente esecutore materiale e mandante di entrambi gli omicidi. Una sera Jacques, il cui male lo tormenta ancora, deve portare a Parigi i soldati che partono per la guerra franco-prussiana. Durante il tragitto litiga con il suo fuochista Pecqueux, ubriaco e furioso perché l'amico ha una relazione con la sua amante. Cadono entrambi, schiacciati dal treno, mentre il mezzo procede a tutta velocità, senza guida, nella notte.

## Stile e interpretazione
Diciassettesimo romanzo del ciclo dei "Rougon-Macquart" che descrive eventi, ideali, sentimenti, speranze, illusioni, vizi e virtù della Francia nella seconda metà dell'Ottocento oppure come scrisse lo stesso Zola nella prefazione al primo volume La fortune des Rougon, un'epoca eccezionale di follia e vergogna, quella particolare del Secondo Impero francese di Napoleone III.
Ambientato tra Parigi e Le Havre, è un romanzo tipico del Naturalismo e del XIX secolo dall'atmosfera particolarmente pessimista e nera. Émile Zola è uno degli scrittori, come Maupassant, più coinvolti nel movimento naturalista, che si oppone al romanticismo e vuole descrivere la verità com'è anche se triste o squallida. Sul suggestivo sfondo del mondo stregato della ferrovia, vengono esposte tematiche come quella dell'alcolismo e della follia omicida.
Inizialmente era anche disegnato come romanzo che doveva descrivere i legami "incestuosi" tra potere e giudici, particolarmente quelli ossequienti che preferiscono lasciare le verità nascoste, quando pericolose per l'ordine costituito. Infine, il romanzo mescolerà l'universo dei giudici e delle ferrovie, come Germinal sarà il simbolo della miniere o Nanà, quello dello spettacolo e delle prostitute.
La ferrovia, la locomotiva, sono viste nel ruolo di macchinari di genere femminile e questa associazione ricorda le chimere della mitologia classica, per la voracità con la quale macinano metri su metri e per il calore esplosivo che emanano dal basso ventre. La ferrovia era anche un simbolo di progresso e modernismo.
Zola, durante la compilazione dell'opera, effettuò la tratta da Parigi a Mantes-la-Jolie sulla bruciante e scomoda locomotiva, assieme al macchinista e al fuochista. Ma l'autore era già legato ai treni, dato che il padre ingegnere aveva realizzato una delle prime linee ferroviarie e la passione per i treni divenne costante nella vita dell'autore, che dalla sua terrazza, si divertì a fotografare innumerevoli treni in transito nel vicino binario.
È un'opera inquietante, terribilmente pagana, un'epica perfettamente riuscita, come affermò Gilles Deleuze in una sua critica letteraria, nella quale il protagonista, il treno, trascende anche il ruolo di testimone e di censore, per assurgere a quello di agente, e come tale regge il carico di simbolo nella storia. I protagonisti del romanzo, in particolare i coniugi Roubaud, Jacques, Flore e Misard, sono personaggi apparentemente ordinari, che conducono esteriormente una vita tranquilla ed inscindibilmente legata al mondo ferroviario. Nel profondo, tuttavia, essi rappresentano proprio delle "bestie umane", come i delitti a loro ascrivibili e, soprattutto, i moventi scatenanti la furia omicida, dimostrano.

## Edizioni italiane
- trad. Anonima, Roma, Perino Editore, 1890; ed. illustrata, Perino, 1894.
- trad. Anonima, Firenze, Salani, 1902.
- trad. di Carlo Salerno, Milano, S.A. Elit, 1933.
- trad. di Giuseppe Piemontese, Milano, Minerva, 1936.
- trad. di Vandregisilo Tocci, Milano, Ediz. Librarie Italiane, 1954.
- trad. di Carlo Villa, Milano, Giachini, 1955; Milano, Aldo Peruzzo Editore, 1986.
- trad. di Francesco Francavilla, Introduzione di Roland Barthes, BUR, Milano, Rizzoli, 1976.
- trad. di Luisa Collodi, Introduzione di Riccardo Reim, Roma, Newton Compton, 1995; in I grandi romanzi, Newton Compton, 2011.
- trad. di Donata Feroldi, in Romanzi, vol. III, a cura di Pierluigi Pellini, Collana I Meridiani, Milano, Mondadori, 2015, ISBN 978-88-046-5745-3.
- trad. di Daniele Petruccioli, Prefazione di Donatella Di Pietrantonio, Collana BUR Grandi Classici, Milano, Rizzoli, 2024.

## Adattamenti
- Die Bestie im Menschen, film tedesco del 1920, di Ludwig Wolff.
- La Bête humaine, tradotto in Italia come L'angelo del male, film francese del 1938, di Jean Renoir, con Jean Gabin.
- Human Desire, tradotto in Italia come La bestia umana, remake del film del 1938, diretto da Fritz Lang, 1954.
- La Bestia humana, film argentino del 1954, di Daniel Tinayre.
- La Bête Humaine, adattamento radio in tre parti sulla BBC, 1993.
- Cruel Train, film TV inglese del 1995, regista Malcolm McKay, con David Suchet, Saskia Reeves, Adrian Dunbar.
- La Bête humaine, fumetto, Dobbs e Germano Giorgiani, Robinson, Francia, 2018.